# ألان فونغ
ألان فونغ (بالإنجليزية: Allan Fung) هو سياسي أمريكي، ولد في 23 فبراير 1970 في بروفيدنس في الولايات المتحدة. حزبياً، نشط في الحزب الجمهوري.

## وصلات خارجية
- الموقع الرسمي